# 台灣一葉蘭
臺灣一葉蘭，又名台湾独蒜兰、台灣慈姑蘭、山慈姑，是樹蘭亞科一叶兰属下的一个种。是生存於中高海拔地區的台灣原生種，於阿里山、溪頭地區有相當數量的野生族群分布，也是知名的觀賞植物。花期主要為春夏兩季，入秋之後以球莖冬眠。只發一葉，故名一葉蘭。
生物資源
台灣一葉蘭（Pleione formosana Hayata），為蘭科一葉蘭屬之宿根落葉性多年生草本植物，原生於本島海拔700~2,500m    間的闊葉林或檜木林邊緣的陡峭岩壁上，尤其喜生於2,000m上下的盛行雲霧帶。其植物體由一個球莖及一枚葉子構成，花朵豔麗。新植物體之形成，可經由有性生殖，產生種子萌芽，即實生苗；也可由球莖上之芽再度發育為新植物體，為無性生植。其對生育環境的要求極為嚴苛，由於它們著生的棲地大部分缺乏土壤，除降雨時可短暫得到水分外，其餘大部分時間須依賴空氣中的水氣，維持生活所需，因此相對溫度對它們的影響極大此外，台灣一葉蘭對生育地的庇蔭率亦有一定的要求，生長在遮蔭低於25%的較開闊環境，葉子會有灼燒枯黃的現象，假球莖也易腐爛；如遮蔭大於75%，缺乏陽光照射，假球莖雖能常生長，但開花率常偏低。一般而言，在遮蔭50%環境下之生長和開花最為正常。由此可知，台灣一葉蘭的野生族群為何常見於林緣裸露的陡岩表面與苔蘚、地衣混生，而甚少見於鬱閉、透光差的森林內的原因。
台灣一葉蘭屬 [阿里山台灣－葉蘭自然保留區-4] 岩生演替序列的初期植物種類，一旦其他植物入侵則族群數量即相對減少，或甚而絕跡。亦即台灣一葉蘭之生長發育需要充足的陽光，為陽性植物，因此經常生長在垂直的岩壁上，生育地如無適當的清理與整治，則一葉蘭將為其他的植物所取代。
台灣一葉蘭生育地屬台灣盛行雲霧帶中之檜木林及櫟林型，喬木以扁柏、紅檜、鐵杉、森氏櫟、台灣雲葉樹為主，林下灌草叢以玉山箭竹、杜鵑類高山越橘為主。本區稀有的植物，除台灣一葉蘭外，尚有阿里山千層塔、台灣檫樹、華參、阿里山十大功勞、威氏粗榧等。

## 扩展阅读
- 維基物種上的相關：台湾一叶兰